# Fusillade du 12 juin 2016 à Orlando
L'attentat du 12 juin 2016 à Orlando est une tuerie de masse par fusillade perpétrée à Orlando, en Floride (États-Unis), dans la boîte de nuit LGBT le Pulse (en).
Le Pulse, boîte de nuit fondée en 2004 par Barbara Poma et Ron Legler, organise des spectacles thématiques chaque soir et propose un programme mensuel mettant en vedette des événements éducatifs dirigés vers la communauté LGBT,. Le bilan de la fusillade est de quarante-neuf morts, sans compter l'auteur de la tuerie qui est abattu par la police.
Il s'agit, jusqu'à la tuerie de Las Vegas, perpétrée le 1er octobre 2017, du plus lourd bilan pour un massacre par arme à feu commis en temps de paix aux États-Unis. Visant spécifiquement un lieu fréquenté par la communauté LGBT, cet attentat est également un des crimes homophobes les plus graves de l'histoire américaine.
Le tueur déclare agir au nom de l'organisation terroriste État islamique, qui revendique ensuite l'attentat.

## Déroulement

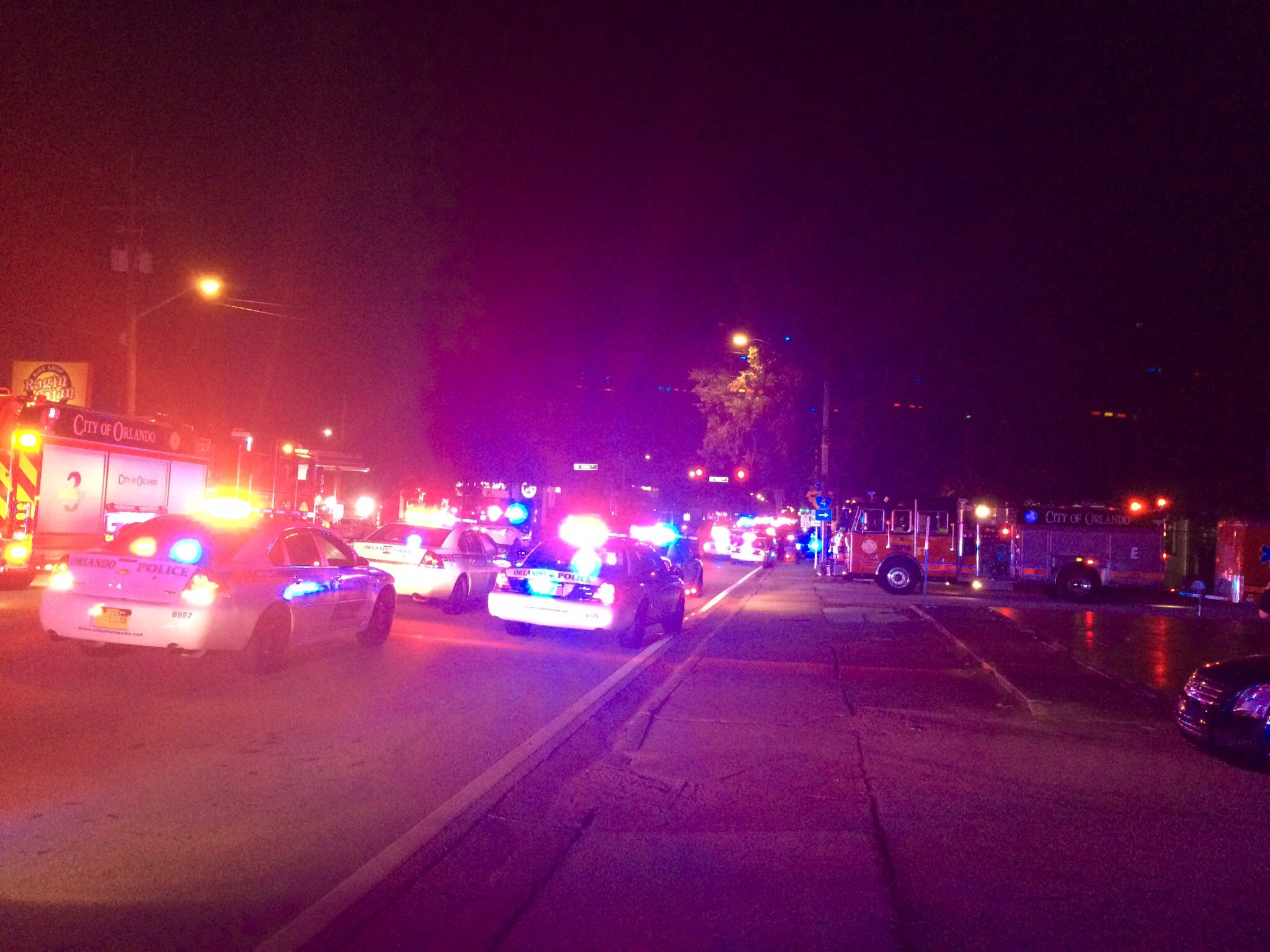
L'arrivée des secours lors de la fusillade.

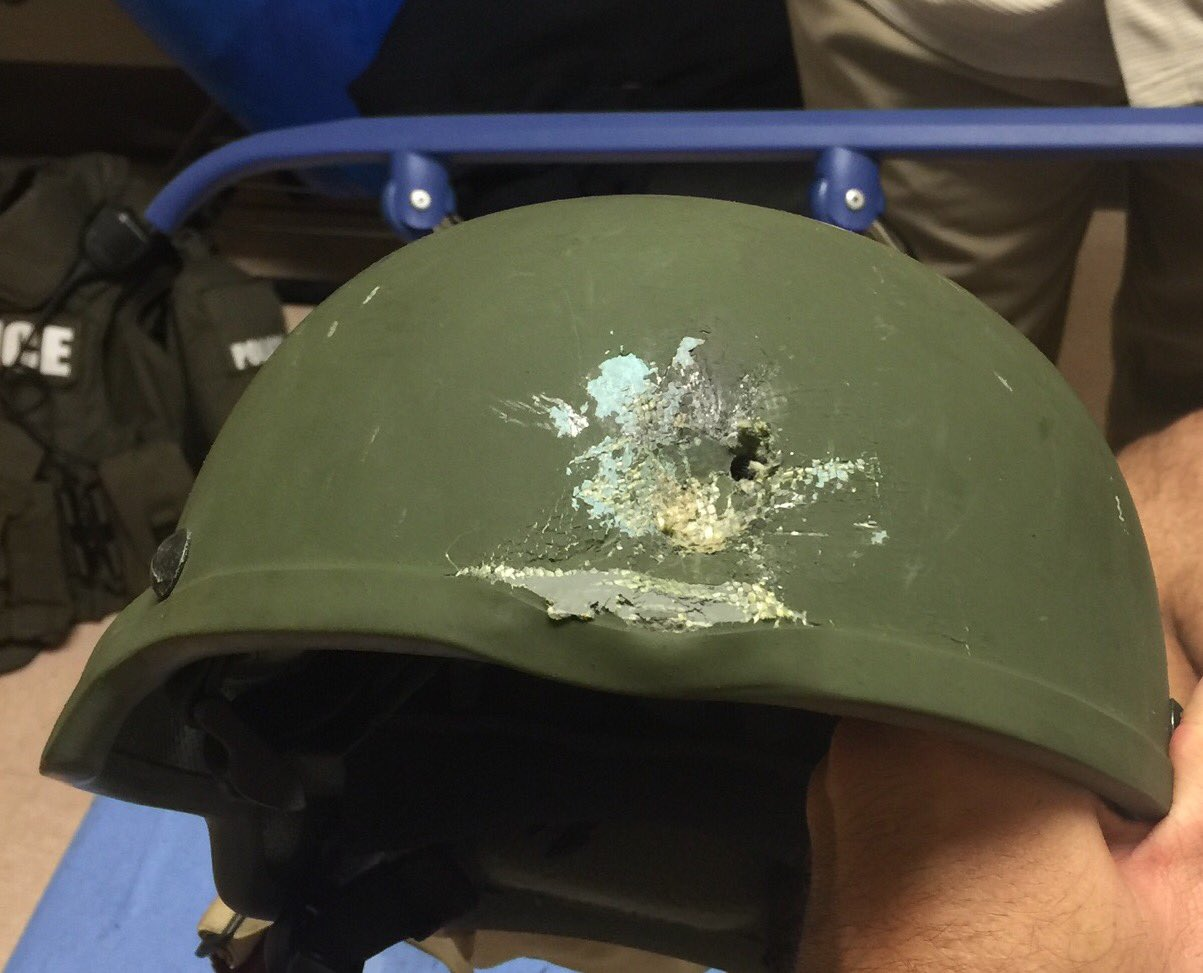
Casque en Kevlar du policier touché à la tête.

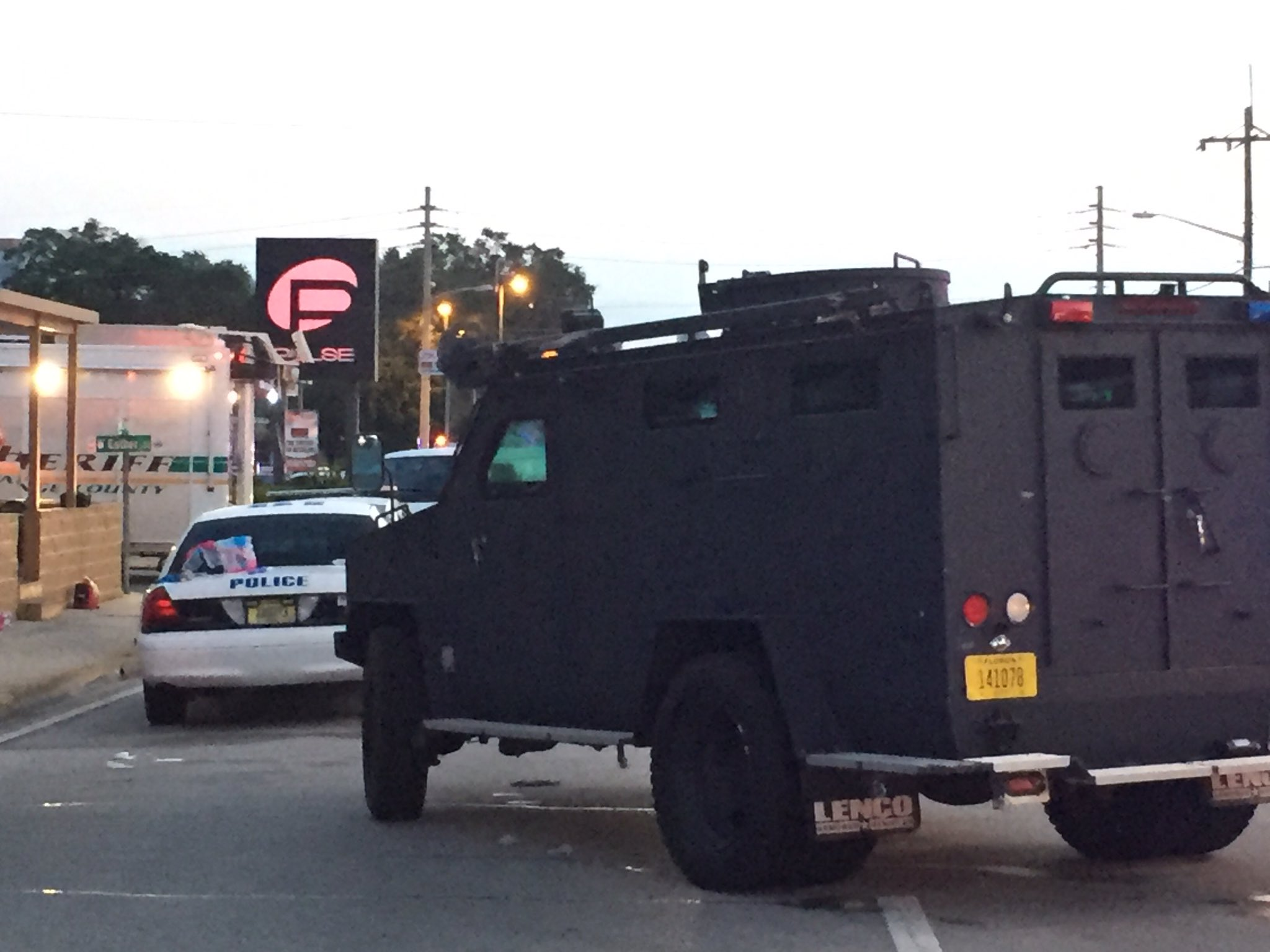
Un véhicule Lenco BearCat du SWAT devant le Pulse.

Dans la nuit du 12 juin 2016, à l'occasion de la marche des fiertés, environ 350 personnes assistent à la soirée « Latin flavor » organisée par la boîte de nuit le Pulse (en), haut lieu de la communauté LGBT d'Orlando (Floride). Peu avant 2 h 0 EDT, alors qu'un grand nombre de clients se trouve encore dans l'établissement, Omar Mateen gare son véhicule dans le parking du Pulse. Il pénètre dans l'enceinte du club armé d’un fusil d'assaut, d’un pistolet Glock 17 et de plusieurs munitions de rechange, puis commence, vers 2 heures 02 minutes du matin, à tirer sur l'assistance.
Le club poste aussitôt sur sa page Facebook le message : « Everyone get out of Pulse and keep running » (« Sortez tous du Pulse et fuyez »). Les forces de l'ordre arrivent rapidement, alors que la fusillade est encore en cours. Le terroriste cesse de tirer et l'attentat vire à la prise d'otages alors qu'il se retranche dans les toilettes de l'établissement avec plusieurs personnes. Un négociateur est alors envoyé sur les lieux. Le tireur annonce être en possession d'un engin explosif, mais ne fait aucune demande particulière.
L'arme employée par le tireur est un fusil d'assaut semi-automatique SIG Sauer MCX d'abord identifié comme de type AR-15, un modèle ayant également été utilisé par les auteurs des massacres de San Bernardino et Sandy Hook. Le père d'un des blessés rapporte le témoignage de son fils, selon lequel le tueur, calme et méthodique, « passait devant chaque personne au sol et lui tirait dessus, pour être sûr qu'elle était morte ».
Autour de 5 h, le groupe d'intervention SWAT donne l'assaut. Après avoir tenté d'utiliser des explosifs, les forces de l'ordre utilisent un véhicule blindé pour enfoncer le mur de la discothèque. Les otages peuvent alors s'enfuir pendant qu'un échange de tirs commence avec le criminel. Mateen est abattu, et une trentaine d'otages libérés. Un policier est touché à la tête par une balle du terroriste, mais il n'est que blessé, ayant été sauvé par son casque en Kevlar.

## Dimension homophobe de l'attentat

### Victimes
Le maire de la ville, Buddy Dyer, annonce quelques heures plus tard un bilan de 50 morts — en comptant l'assassin — et 53 blessés,. Les personnes tuées, en grande majorité des hommes, ont entre 19 et 50 ans. Leur moyenne d'âge est d'environ 29 ans, avec 27 victimes sur 49 âgées de moins de 30 ans. Une grande partie des victimes est d'origine hispanique. Parmi elles, trois citoyens mexicains sont tués, et trois Colombiens et deux Canadiens blessés.
Il s'agit, dans l'histoire des États-Unis, de la seconde fusillade la plus meurtrière en dehors des périodes de guerre,,,  (la première étant celle de Las Vegas), et du pire acte de violence jamais commis à l'encontre de la communauté LGBT.

### Analyses
Cet attentat a été analysé comme une attaque envers toutes les personnes LGBT, comparé à l'attentat contre Charlie Hebdo en ce qu'il est une attaque contre la liberté elle-même, et décrit comme « le pire meurtre de masse en Occident de personnes LGBT depuis l'Holocauste » ou encore un « crime contre l'humanité ». Le tueur a accompli son attaque terroriste durant le Pride month, mois consacré à des manifestations (telles des marches des fiertés) pour les droits LGBT.
Cette attaque est emblématique d'une nouvelle cible pour les loups solitaires islamistes, les personnes LGBT.
En dehors des actions des terroristes islamistes, les attaques et agressions homophobes ne sont pas rares aux États-Unis : les violences contre les personnes lesbiennes, gays, bisexuelles ou transgenres sont plus courantes que celles qui touchent toute autre minorité, dont les personnes musulmanes, juives ou noires.

#### Contexte: la question de l'homophobie dans le monde musulman

Lois dans le monde concernant les relations entre personnes de même sexe. De nombreux pays musulmans ont des législations violemment homophobes.
Beige : restrictions aux droits d'expression et d'association.
Jaune : peines théoriques non appliquées en pratique.
Orange clair : peine d'emprisonnement.
Orange foncé : prison à vie.
Brun : peine de mort.

La question de l'homophobie dans le monde musulman a également été posée. Certains journaux ont estimé que cette attaque est un révélateur de l'homophobie en islam, et que pour vaincre l'extrémisme et l'intégrisme islamiques, nous ne pouvons nous passer de lutter contre l'homophobie dans la culture musulmane. The Advocate note que « beaucoup d'imams américains sont des critiques féroces de l'État Islamique, cependant ils partagent les vues homophobes de cette organisation. »
La branche locale du Council on American-Islamic relations (en) a condamné l'attaque, appelant au don du sang au bénéfice des victimes et clamant qu'« une telle violence insensée n'a de place ni dans notre religion, ni dans notre société. »
Un journaliste de The Nation note que si en Occident les droits LGBT ont progressivement évolué, beaucoup des gouvernements de pays musulmans s'opposent à la reconnaissance des droits LGBT à l'ONU, et 10 de ces pays maintiennent encore aujourd'hui une condamnation à mort pour pratiques homosexuelles.
Un auteur note que selon plusieurs spécialistes, de nombreux terroristes islamistes ont des connaissances religieuses assez limitées, et que la religion ne serait pas le premier ressort de leur action.
Ludovic-Mohamed Zahed, un imam ouvertement homosexuel, fondateur des Homosexuel-le-s musulman-e-s de France (HM2F) et Musulman-e-s progressistes de France (MPF), estime pour sa part que l'homophobie est plus une question de politique que de religion islamique, déclarant que « tous les fascismes, et l’État islamique en est un, s’attaquent aux minorités sexuelles. »
L'État islamique, quant à lui, revendique haut et fort l'aspect homophobe de l'attaque. Cet attentat est dans la droite ligne des assassinats de l'organisation terroriste, qui n'a eu de cesse, sur les territoires qu'elle contrôle, d'assassiner — en jetant des toits ou par lapidation — les personnes « accusées » d'être LGBT.

#### Couvertures médiatiques
Dans un premier temps, plusieurs grands médias français ont fait très peu de cas de la dimension clairement homophobe de l'attentat,,. À ce titre, Nicolas Martin a parlé lors d'une revue de presse le lendemain de l'attentat sur France Culture d'une véritable « invisibilisation »,. Des remarques similaires ont été faites à propos des médias anglo-saxons. Par exemple, un journaliste britannique a fait la même observation à propos de la chaîne Sky News, estimant que si le terroriste avait été connu pour ses vues anti-juifs, et s'il était entré dans une synagogue pour tuer une cinquantaine de juifs, l'attaque aurait été à juste titre reconnue sans difficulté comme antisémite. De même, dans le premier article du New York Times consacré à l'attentat, il ne fut même pas mentionné que c'est une boîte de nuit gay qui a été attaquée.

#### Remise en question du motif homophobe
Le journaliste indépendant Glenn Greenwald a remis en question ce motif, expliquant que la police a fini par exclure qu'il s'agissait d'un crime de haine car les enquêtes auraient montré que Mateen n'avait aucune idée que Pulse était une discotheque gay. Selon lui, Mateen aurait agi en réaction aux campagnes de bombardement américaines en Irak, en Syrie et en Afghanistan, mais sans chercher à viser des personnes LGBT. Selon la défense, l'attaque sur Pulse n'était pas le résultat d'un plan préalable pour attaquer une boîte de nuit gay.

## Enquête

### Revendication
Pendant la prise d'otages, Omar Mateen appelle le numéro des services d’urgence américains pour revendiquer son geste ; il déclare alors agir au nom du groupe djihadiste État islamique. L'attentat est revendiqué le jour-même par l'organisation terroriste,.
Le lendemain, la radio de propagande de l'État islamique revient sur l'événement, en se félicitant de l'attaque menée contre les « sodomites » par le « frère Omar Mateen, l'un des soldats du califat en Amérique ».
Après l'attaque du Curtis Culwell Center, la fusillade d'Orlando est la deuxième attaque revendiquée par l'État islamique aux États-Unis, dans laquelle les auteurs sont qualifiés de « soldats du califat », un terme que l'EI donne aux personnes qui lui sont affiliées. Les auteurs d'une autre attaque, la fusillade de San Bernardino, n'avaient été qualifiés par l'EI que de « partisans » ou de « sympathisants »,.
Il n'est cependant pas prouvé pour l'instant que son action a été commanditée depuis l’étranger. Les premiers éléments de l'enquête conduisent en effet le FBI à penser que le tueur s'est sans doute radicalisé seul sur Internet. Mateen pourrait au contraire avoir été un « loup solitaire », influencé par l'idéologie de l'État islamique sans appartenir à l'organisation, voire sans jamais avoir eu de contact direct avec elle,. Le 16 juin, la CIA annonce n'avoir trouvé aucun indice permettant de croire à un lien effectif entre Mateen et l'EI. L'enquête établit cependant qu'il multipliait sur Facebook les messages pro-EI, où il menaçait notamment les États-Unis et la Russie de « la vengeance de l'État islamique ».
Le 20 juin, le FBI a rendu public le texte du coup de fil passé par Omar Mateen aux services d'urgences américains la nuit de la fusillade. Le texte initial cependant, censure toute référence à l'État islamique et à Abou Bakr al-Baghdadi.

### Profil de l'auteur du massacre

#### Famille, entourage et personnalité

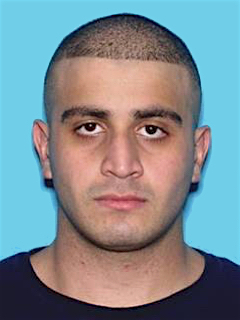
Omar Mateen, auteur de la fusillade, tué lors de la libération des otages.

L’auteur de la fusillade, Omar Mir Saddiqui Mateen, est un agent de sécurité américain, résidant à Fort Pierce et travaillant pour la firme G4S. Né le 16 novembre 1986 à New York de parents afghans, il passe ensuite l'essentiel de sa vie en Floride. Il obtient en 2006 un diplôme en technologies de justice criminelle à l'université Indian River State. Après avoir travaillé pour GNC, une société de produits alimentaires et de santé, il entre en 2007 chez G4S. Selon sa première femme, il ambitionnait de devenir policier mais a échoué aux examens d'entrée.
Sa personnalité avait déjà attiré à deux reprises l'attention du FBI, en raison de possibles accointances avec la mouvance terroriste islamiste. En 2013, il avait été interrogé à la suite de propos suspects : il se serait en effet vanté devant des collègues d'appartenir au Hezbollah et de vouloir « mourir en martyr ». La police fédérale n'avait cependant pas été en mesure de confirmer la teneur de ses propos. L'année suivante, le FBI s'était intéressé à ses échanges par Internet avec Moner Mohammad Abu-Salha, premier Américain auteur d'un attentat-suicide en Syrie. L'enquête avait cependant conclu que les contacts entre les deux hommes avaient été très limités et que Mateen ne présentait pas de danger,,.
Marié une première fois de 2009 à 2011, il s'est remarié en 2013 et a eu un fils avec sa seconde épouse,. L'enquête indique que la femme de Mateen aurait été au courant du projet d'attaque conçu par son conjoint, bien qu'ayant, selon ses dires, tenté de l'en dissuader ; elle pourrait être inculpée en tant que complice ou pour ne pas avoir averti les autorités,.
La première épouse de Mateen décrit un homme « pas très religieux », mais instable et violent, dont elle pense qu'il pouvait être « bipolaire »,, voire mentalement dérangé. Son père se dit convaincu que les actions de son fils, qui se montrait très hostile envers les homosexuels, n'ont « rien à voir avec la religion » et ont eu uniquement une motivation homophobe. Il décrit par ailleurs son fils comme un « bon garçon et un fils éduqué »,, ajoutant également que son épouse et lui sont « choqués comme tout le pays » et que « c'est à Dieu qu'il revient de punir les homosexuels pour leurs actes, pas à ses serviteurs. »
Au lycée, Omar Mateen était ami avec un camarade ouvertement homosexuel, qu'il a ensuite continué de côtoyer pendant un temps. Ce dernier décrit son ancien condisciple comme un garçon « blagueur », qui n'avait, dans les années 2000, « aucun problème » avec la communauté LGBT. Selon les enquêteurs, l'aversion de Mateen pour les homosexuels aurait été « relativement récente ». Un de ses anciens collègues de travail parle quant à lui d'un homme « raciste, belliqueux », qui « parlait de tuer des gens tout le temps », n'aimait ni les Noirs ni les femmes, et se mettait en colère « dès lors qu'on parlait de race, de religion et des femmes »,.
La presse américaine s'intéresse par ailleurs à la personnalité du père d'Omar Mateen, Seddique Mateen. Ce dernier anime en effet une émission sur Payam-e-Afghan, une chaîne de télévision en langue persane afghane, et poste sur Internet de nombreuses vidéos à teneur politique, dans lesquelles il fait entre autres l'éloge des Talibans et tient des discours souvent incohérents. Dans une vidéo postée quelques heures avant le massacre, il se présente comme le chef d'un « gouvernement en exil » de l'Afghanistan et « ordonne » à l'armée et à la police afghanes d'arrêter le président Ashraf Ghani et d'autres responsables du pays. Rien n'indique cependant que les idées politiques de Seddique Mateen, dont les propos publics frisent parfois l'absurde, aient pu avoir une influence directe sur les agissements de son fils,.

#### L'hypothèse d'un tueur homosexuel
Divers témoignages rapportent en outre qu'Omar Mateen s'était rendu à de nombreuses reprises au Pulse avant la tuerie, et s'y était fait remarquer par un comportement agressif lié à l'alcool : cette information ne permet cependant pas, à ce stade de l'enquête, de savoir s'il s'est rendu dans l'établissement pour y effectuer des « repérages », ou s'il avait lui-même des tendances homosexuelles. Dans cette hypothèse, sa propre homosexualité refoulée, en contradiction avec ses convictions religieuses, lui aurait alors fourni une raison supplémentaire de haïr les homosexuels. Plusieurs hommes déclarent en outre avoir reconnu Mateen parmi les inscrits sur des réseaux sociaux de rencontres homosexuelles, voire qu'il leur a fait des avances,,. Un certain « Miguel » affirme au FBI et à divers médias avoir été l'amant d'Omar Mateen, et soutient que ce dernier aurait voulu avant tout se venger de la communauté gay par laquelle il se sentait rejeté.
Ces témoignages sont cependant pris avec prudence par les autorités. Fin juin, les enquêteurs du FBI qui travaillent sur le profil d'Omar Mateen indiquent n'avoir trouvé aucune preuve d'une éventuelle homosexualité de sa part, y compris en examinant les registres d'inscription du site Jack'd où plusieurs hommes disaient l'avoir reconnu : les enquêteurs considèrent que les témoignages existant en ce sens ne sont pas crédibles, et que certaines personnes ont probablement confondu Mateen avec quelqu'un d'autre,.

## Réactions

### Nationales

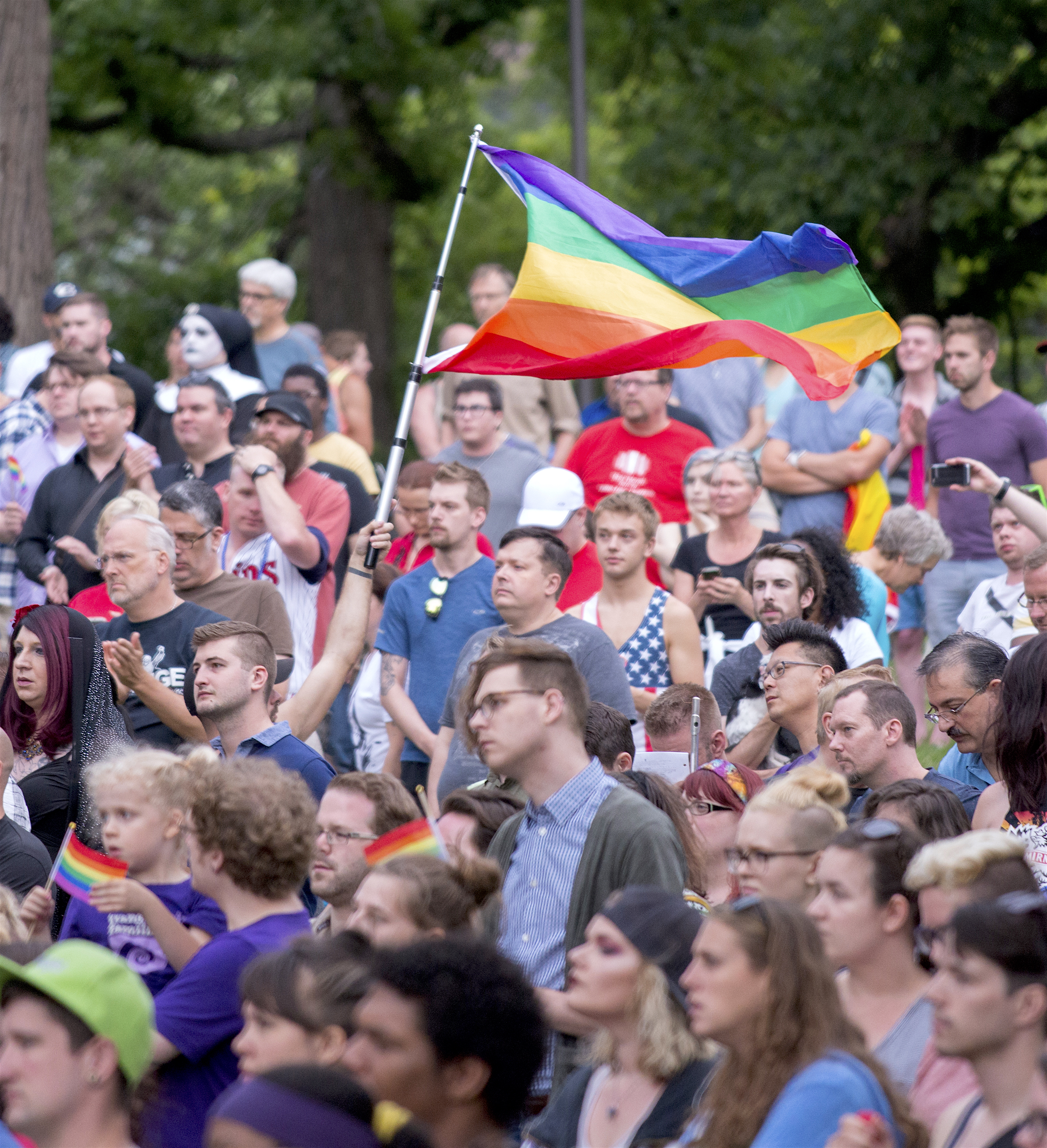
Manifestation de soutien à Minneapolis.

Après la tuerie, le gouverneur de Floride Rick Scott décrète l'état d'urgence à Orlando.
Quelques heures après la fusillade, le président Barack Obama s'adresse à la population américaine au cours d'une allocution télévisée. Il qualifie l'attentat d'« acte de terreur et de haine », qui visait « plus qu'une boîte de nuit, un lieu de solidarité, un lieu d'émancipation ». Obama rappelle à cette occasion le problème posé par la libre circulation des armes à feu aux États-Unis, en soulignant à quel point des malfaiteurs ou des terroristes peuvent facilement s'en procurer. En réponse aux messages de condoléance adressés par des politiciens hostiles aux restrictions de la législation sur la vente d'armes, le journaliste Igor Volsky de l'organisation Center for American Progress publie sur Twitter les montants que ces personnes ont reçus de la NRA, le lobby américain des armes.
Les candidats à l'élection présidentielle de novembre, Donald Trump et Hillary Clinton, réagissent eux aussi en exprimant leur soutien aux personnes touchées par ce drame. Donald Trump saisit par ailleurs l'occasion pour accuser le président Barack Obama de faiblesse vis-à-vis de l'islam radical, et pour rappeler ses propres propositions visant à interdire l'immigration musulmane aux États-Unis. Dans le contexte de la campagne présidentielle en cours, cet événement remet simultanément au cœur du débat la question du contrôle des armes à feu, et celle de la lutte contre le terrorisme.
Le 15 juin, Chris Murphy, sénateur démocrate du Connecticut, se lance dans une obstruction parlementaire de plus de quatorze heures pour obtenir du Congrès une action en vue du contrôle des armes à feu.
Plusieurs évêques américains rendent hommage aux victimes et dénoncent la tuerie. Une prière est organisée le 13 juin 2016 à la (cathédrale Saint-James d'Orlando (en)). Diverses organisations musulmanes américaines, dont la branche de Floride du Council on American–Islamic Relations (en), condamnent l'attentat et expriment leur soutien aux victimes.

### Internationales
- Afghanistan : le président Ashraf Ghani « condamne cette horrible attaque » car « rien ne peut justifier de tuer des civils » et adresse ses pensées aux victimes, à leur famille, ainsi qu'au peuple et au gouvernement américains[80].
- Afrique du Sud : le président Jacob Zuma exprime son soutien aux victimes et condamne toutes les formes de terrorisme[81].
- Allemagne : la chancelière fédérale Angela Merkel exprime son émotion, et le ministre des Affaires étrangères Frank-Walter Steinmeier adresse un message de solidarité à son homologue John Kerry[82].
- Arabie saoudite : l'ambassadeur saoudien aux États-Unis condamne l'attentat et adresse ses condoléances aux familles des victimes ainsi qu'au peuple américain[83].
- Australie : le Premier ministre Malcolm Turnbull exprime son indignation face à cette « haine meurtrière des homosexuels », qui représente « une attaque contre la liberté, et contre chacun d'entre nous »[84].
- Belgique : le Premier ministre Charles Michel se dit « profondément attristé par la perte de tant de vies innocentes » et se joint « à la douleur des familles »[80].
- Canada : le Premier ministre Justin Trudeau exprime sa solidarité avec les victimes, et plus largement avec la communauté LGBT et avec les États-Unis[85]
- Chine : le président Xi Jinping téléphone à Barack Obama pour exprimer son soutien aux victimes et au peuple américain[86].
- Cuba : le président Raúl Castro adresse un message à Barack Obama pour exprimer la solidarité de Cuba envers les victimes, ainsi qu'avec le peuple et le gouvernement des États-Unis. Il s'agit du premier message de ce type échangé entre les deux chefs d'État depuis le rétablissement des relations entre Cuba et les États-Unis[87].
- France : le président François Hollande, via un communiqué, « condamne avec horreur la tuerie » et exprime le soutien des Français aux autorités et au peuple américain[88].
- Iran : le ministère iranien des Affaires étrangères publie un communiqué condamnant « l'attaque terroriste odieuse d'Orlando » et appelant à « un front commun pour combattre ce fléau »[89].
- Italie : le président du Conseil Matteo Renzi exprime « solidarité et émotion du gouvernement italien » après cet « atroce massacre » et ajoute : « Notre cœur est avec nos frères américains »[80].
- Israël : le Premier ministre Benyamin Netanyahou condamne cet attentat motivé par l'homophobie, tout en rappelant que « la terreur n'a pas de limites » et qu'il convient au « monde civilisé » de la combattre[90].
- Japon : le Premier ministre Shinzō Abe adresse un message à Obama pour exprimer son horreur devant l'attentat, ainsi que la solidarité du Japon avec les États-Unis[91]
- Maroc : le roi Mohammed VI adresse le 13 juin un message au président Obama pour exprimer « une grande affliction et une profonde indignation la triste nouvelle de l’odieuse agression criminelle qui a visé la ville d’Orlando faisant plusieurs victimes »[92].
- Pays-Bas : le Premier ministre Mark Rutte adresse ses condoléances à Barack Obama et affirme que « tous les Néerlandais accompagnent les familles et proches des victimes »[93].
- Portugal : le président Marcelo Rebelo de Sousa, envoie au président Obama ses condoléances : « Nous avons assisté, avec un profond regret, au tragique attentat d'Orlando, en Floride, qui a causé un nombre élevé de victimes innocentes et qui ont marqué tous ceux qui partagent les valeurs de la démocratie, la promotion de la paix et le respect des droits de l'Homme »[94].
- Royaume-Uni : la reine Élisabeth II tweete quelques heures après le massacre : « Le prince Philippe et moi-même avons été choqués par les événements survenus à Orlando. Nos pensées et nos prières vont à ceux qui ont été touchés »[source secondaire nécessaire]. Le Premier ministre David Cameron, sur Twitter également, se dit « horrifié par les récits de la tuerie de cette nuit à Orlando »[80].
- Russie : le président Vladimir Poutine dénonce un acte « barbare » et adresses ses condoléances aux victimes[95]. La police russe crée par ailleurs la polémique en arrêtant des sympathisants de la cause homosexuelle qui avaient tenté de déposer des fleurs devant l'ambassade des États-Unis à Moscou[96].
- Suisse : Didier Burkhalter, chef du Département fédéral des affaires étrangères, condamne cet attentat et appelle à combattre le terrorisme « pour défendre nos citoyens et nos libertés »[97].
- Turquie : le ministère des Affaires étrangères publie un communiqué condamnant l'attentat[98].
- Vatican : le pape François, par l'entremise du père Federico Lombardi, directeur du Bureau de presse du Saint-Siège, condamne cet attentat. Le pape exprime « des sentiments très profonds d’exécration et de condamnation, de douleur, de trouble devant cette nouvelle manifestation d’une folie meurtrière et d’une haine insensée »[99].

## Autres attaques
Incidemment, le massacre du Pulse est la deuxième fusillade meurtrière survenue en deux jours à Orlando. La chanteuse Christina Grimmie avait été assassinée la veille, à la suite d'un concert qui s'était tenu à moins de cinq kilomètres de la boîte de nuit.
Le 12 juin 2016, quelques heures après la tuerie du Pulse, une arrestation fait craindre la possibilité d'une nouvelle attaque contre la communauté homosexuelle, lorsque les autorités de Santa Monica (Californie) arrêtent un nommé James Wesley Howell, qui transportait de nombreuses armes dans sa voiture. L'homme affirme en effet aux policiers qu'il voulait se rendre à la Gay Pride de Los Angeles,. L'enquête ne fait cependant ressortir aucun lien avec l'affaire du Pulse et établit qu'Howell, originaire de l'Indiana, venait de quitter son État de résidence pour échapper aux autorités, car il avait abusé sexuellement d'une mineure quelques jours plus tôt.